# 東生亭世楽
東生亭 世楽または三笑亭 世楽（とうしょうてい せらく/さんしょうてい せらく）は落語の名跡。当代は200年ぶりの名跡復活とのことだが、名前の読みも併せて実際には不明である。
- 三笑亭世楽 - 初代三笑亭可楽門人。天保時代には二代目可楽を地方で名乗っていた時期もあるが文政末には吐月峯（司馬）山彦を名乗った。のちに江戸に戻り狂死した。初代司馬龍生は実の兄。
- 東生亭世楽 - 後∶初代三遊亭圓生
- 三代目東生亭世楽 - 本項にて記述

三代目東生亭 世楽（とうしょうてい せらく、1970年7月17日 - ）は、東京都葛飾区出身の落語家、落語芸術協会所属。本名∶森 真一。

## 経歴
勝新太郎のもとで芝居の修行をしていた。
1999年9月に桂枝助に入門。前座名は「枝七」を名乗る。2003年3月、二ツ目に昇進し師匠の前名「桂枝松」と改名するも、翌年1月に師匠の桂枝助が死去したため初代三笑亭夢丸門下に移り、「三笑亭月夢」と改名。
2013年5月に春風亭笑好、三代目雷門小助六と共に真打昇進、200有余年ぶりに「三代目三笑亭世楽」を襲名。翌年6月に「三代目東生亭世楽」となる。
2022年9月、滞在先のフィリピンにてデング熱に感染。胸水、出血もみられ一時は劇症化し生死の縁を彷徨った。

## 芸歴
- 1999年9月 - 桂枝助に入門。前座名「枝七」。
- 2003年3月 - 二ツ目昇進、師匠の前名「枝松」と改名する。
- 2004年1月 - 師匠の桂枝助が死去したため初代三笑亭夢丸門下に移り、「月夢」と改名。
- 2013年5月 - 真打昇進、「三代目三笑亭世楽」を襲名。
- 2014年6月 - 「三代目東生亭世楽」となる。